# Copa Mundial de Críquet
La Copa Mundial de Críquet es el torneo a nivel selecciones más importante del críquet. Se disputa desde 1975 y se realiza cada 4 años. Actualmente participan un total de 16 selecciones que clasifican de un total de 97 selecciones afiliadas al Consejo Internacional de Críquet, también conocido por sus siglas ICC, máximo organismo rector de este deporte. Este es uno de los mayores eventos deportivos del mundo, después de la Copa Mundial de Fútbol y los Juegos Olímpicos, en número de medios audiovisuales que concentra y por el número de espectadores: 2200 millones en 2007.
El actual campeón es Australia, que derrotó en la final de la Copa Mundial de Críquet de 2023 a la selección de la India. La selección que más veces ha sido campeón mundial es Australia, con 6 títulos, seguida de las Indias Occidentales, una selección compuesta por varios países del Caribe, y la India, que han logrado ser dos veces campeones mundiales. Pakistán, Sri Lanka e Inglaterra son las otras tres selecciones que han conseguido alzarse con el trofeo.

## Resultados y estadísticas

### Campeonatos
Esta tabla muestra los principales resultados de la fase final de cada Copa Mundial de Críquet.
| Edición | Sede                                |                     | Campeón                         | Final Resultado     | Subcampeón          |               | Semifinalistas | Semifinalistas | N.º de selecciones |
| 1975    | Inglaterra                          | Indias Occidentales | 291/8 - 274                     | Australia           | Inglaterra          | Nueva Zelanda | 8              |                |                    |
| 1979    | Inglaterra                          | Indias Occidentales | 286/9 - 194                     | Inglaterra          | Pakistán            | Nueva Zelanda | 8              |                |                    |
| 1983    | Inglaterra                          | India               | 183-140                         | Indias Occidentales | Inglaterra          | Pakistán      | 8              |                |                    |
| 1987    | India y Pakistán                    | Australia           | 253/5 - 246/8                   | Inglaterra          | Pakistán            | India         | 8              |                |                    |
| 1992    | Australia y Nueva Zelanda           | Pakistán            | 249/6 - 227                     | Inglaterra          | Nueva Zelanda       | Sudáfrica     | 9              |                |                    |
| 1996    | India, Pakistán y Sri Lanka         | Sri Lanka           | 245/3 - 241/7                   | Australia           | Indias Occidentales | India         | 12             |                |                    |
| 1999    | Reino Unido, Irlanda y Países Bajos | Australia           | 133/2 - 132                     | Pakistán            | Sudáfrica           | Nueva Zelanda | 12             |                |                    |
| 2003    | Kenia, Sudáfrica y Zimbabue         | Australia           | 359/2 - 234                     | India               | Sri Lanka           | Kenia         | 14             |                |                    |
| 2007    | Indias Occidentales                 | Australia           | 281/4 - 215/8                   | Sri Lanka           | Sudáfrica           | Nueva Zelanda | 16             |                |                    |
| 2011    | Bangladés, India y Sri Lanka        | India               | 277/4 - 274/6                   | Sri Lanka           | Pakistán            | Nueva Zelanda | 14             |                |                    |
| 2015    | Australia y Nueva Zelanda           | Australia           | 186/3 - 183                     | Nueva Zelanda       | India               | Sudáfrica     | 14             |                |                    |
| 2019    | Inglaterra y Gales                  | Inglaterra          | 241-241/8 15/0 - 15/1 (26 - 17) | Nueva Zelanda       | Australia           | India         | 10             |                |                    |
| 2023    | India                               | Australia           | 241/4 - 240                     | India               | Sudáfrica           | Nueva Zelanda | 10             |                |                    |

### Palmarés
La lista a continuación muestra a los 9 equipos que han estado entre los cuatro mejores de alguna edición del torneo.
En cursiva, se indica el torneo en que el equipo fue local.
| Selección           | Campeón                                | Subcampeón           | Semifinalista                                |
| ------------------- | -------------------------------------- | -------------------- | -------------------------------------------- |
| Australia           | 6 (1987, 1999, 2003, 2007, 2015, 2023) | 2 (1975, 1996)       | 1 (2019)                                     |
| India               | 2 (1983, 2011)                         | 2 (2003, 2023)       | 4 (1987, 1996, 2015, 2019)                   |
| Indias Occidentales | 2 (1975, 1979)                         | 1 (1983)             | 1 (1996)                                     |
| Inglaterra          | 1 (2019)                               | 3 (1979, 1987, 1992) | 2 (1975, 1983)                               |
| Sri Lanka           | 1 (1996)                               | 2 (2007, 2011)       | 1 (2003)                                     |
| Pakistán            | 1 (1992)                               | 1 (1999)             | 4 (1979, 1983, 1987, 2011)                   |
| Nueva Zelanda       |                                        | 2 (2015, 2019)       | 7 (1975, 1979, 1992, 1999, 2007, 2011, 2023) |
| Sudáfrica           |                                        |                      | 5 (1992, 1999, 2007, 2015, 2023)             |
| Kenia               |                                        |                      | 1 (2003)                                     |

## Premios
Durante la realización de la Copa Mundial la organización dispone la entrega de diversos premios de acuerdo a la participación de los equipos y jugadores a lo largo del torneo. Sin embargo el principal premio es el título de campeón del evento. El equipo que logra coronarse como campeón recibe el Trofeo de la Copa Mundial de Críquet de la ICC durante el evento. Luego del evento, el equipo ganador recibe solamente una réplica del trofeo original. Asimismo su nombre es grabado en la base de este último, que posee una capacidad para 20 inscripciones. Esta copa es entregada desde 1999, cuando el Consejo Internacional de Críquet decidió su creación. Anteriormente el trofeo de campeón era entregado por el patrocinador del evento, y por ende cada patrocinador creaba su propio trofeo para el ganador del certamen. Entre estos trofeos destacó la Copa Pudential, que se entregó durante las tres primeras versiones del evento, siendo el único trofeo de patrocinador que fue entregado en más de un evento. Este trofeo fue entregado por Prudential plc.
Los premios individuales más importantes son el «Hombre del torneo», que premia del jugador más importante del torneo desde 1992, y el «Hombre del partido», que distingue al mejor jugador de la final de cada evento desde su primera edición.

### Ganadores del Jugador del Torneo
| Año  | Jugador           | Estadística               |
| ---- | ----------------- | ------------------------- |
| 1992 | Martín Crowe      | 456 corridas              |
| 1996 | Sanath Jayasuriya | 221 corridas y 7 wickets  |
| 1999 | Lance Klusener    | 281 corridas y 17 wickets |
| 2003 | Sachin Tendulkar  | 673 corridas y 2 wickets  |
| 2007 | Glenn McGrath     | 26 wickets                |
| 2011 | Yuvraj Singh      | 362 corridas y 15 wickets |
| 2015 | Mitchell Starc    | 22 wickets                |

### Ganadores del Jugador del Partido
| Año  | Jugador              | Estadística          |
| ---- | -------------------- | -------------------- |
| 1975 | Clive Lloyd          | 102 corridas         |
| 1979 | Viv Richards         | 138 (not out)        |
| 1983 | Mohinder Amarnath    | 3/12 y 26            |
| 1987 | David Boon           | 75 corridas          |
| 1992 | Wasim Akram          | 33 y 3/49            |
| 1996 | Aravinda de Silva    | 107 (not out) y 3/42 |
| 1999 | Shane Warne          | 4/33                 |
| 2003 | Ricky Ponting        | 140 (not out)        |
| 2007 | Adam Gilchrist       | 149                  |
| 2011 | Mahendra Singh Dhoni | 91 (not out)         |
| 2015 | James Faulkner       | 3/36                 |

## Calificación para la Copa
Desde la primera Copa del Mundo en 1975 hasta la Copa del Mundo de 2019, la mayoría de los equipos participantes se clasificaban automáticamente. Hasta la Copa del Mundo de 2015, se clasificaban principalmente por ser miembros de pleno derecho del ICC, y para la Copa del Mundo de 2019 se clasificaban principalmente por su posición en el Campeonato ODI del ICC.
Desde la segunda Copa del Mundo en 1979 hasta la Copa del Mundo de 2019, a los equipos que se clasificaban automáticamente se les unía un pequeño número de otros que se clasificaban para la Copa del Mundo a través del proceso de clasificación. El primer torneo clasificatorio fue el Trofeo ICC. Más tarde el proceso se amplió con torneos preclasificatorios. Para la Copa del Mundo de 2011, la Liga Mundial de Críquet del ICC sustituyó a los anteriores procesos de preclasificación; y el nombre "Trofeo ICC" se cambió por el de "Clasificación para la Copa del Mundo del ICC" (ICC World Cup Qualifier). La Liga Mundial de Críquet fue el sistema de clasificación previsto para que los miembros asociados y afiliados del ICC tuvieran más oportunidades de clasificarse.
A partir de la Copa del Mundo de 2023, solo el país o países anfitriones se clasificarán automáticamente. Todos los países participarán en una serie de ligas para determinar la clasificación, con ascensos y descensos automáticos entre divisiones de un ciclo de la Copa Mundial al siguiente.

## Desarrollo del torneo

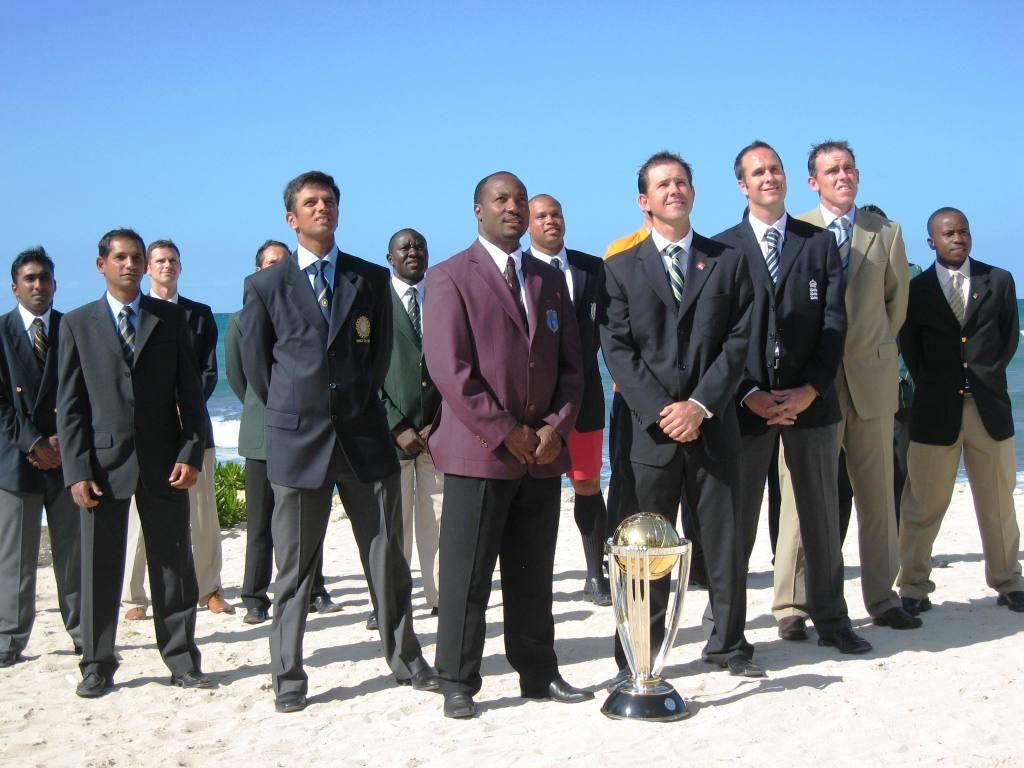
Los capitanes de la Copa del Mundo de Críquet 2007.

El formato de la Copa del Mundo de Críquet ha cambiado mucho a lo largo de su historia. En cada uno de los cuatro primeros torneos participaron ocho equipos, divididos en dos grupos de cuatro. La competición constaba de dos fases, una de grupos y otra eliminatoria. Los cuatro equipos de cada grupo se enfrentaban entre sí en la fase de grupos en formato de todos contra todos, y los dos primeros de cada grupo pasaban a semifinales. Los ganadores de las semifinales se enfrentaron en la final. Con el regreso de Sudáfrica en el quinto torneo, en 1992, como resultado del fin del boicot al apartheid, nueve equipos jugaron entre sí una vez en la fase de grupos, y los cuatro primeros avanzaron a semifinales. El torneo se amplió aún más en 1996, con dos grupos de seis equipos.
En los Mundiales de 1999 y 2003 se utilizó un formato distinto. Los equipos se dividieron en dos grupos, y los tres primeros de cada grupo avanzaron al Súper 6. Los equipos del Súper 6 jugaron contra los otros tres equipos que avanzaron del otro grupo. A medida que avanzaban, los equipos se llevaban los puntos obtenidos en partidos anteriores contra otros equipos que avanzaban junto a ellos, lo que les daba un incentivo para rendir bien en la fase de grupos.
El formato utilizado en la Copa Mundial de 2007 consistió en 16 equipos distribuidos en cuatro grupos de cuatro. Dentro de cada grupo, los equipos jugaron entre sí en un formato de todos contra todos. Los equipos ganaban puntos por las victorias y medios puntos por los empates. Los dos mejores equipos de cada grupo pasaban a la ronda de los Súper 8. Los equipos del Súper 8 jugaron contra los otros seis equipos que avanzaron de los diferentes grupos. Los equipos ganaban puntos de la misma manera que en la fase de grupos, pero llevaban sus puntos de los partidos anteriores contra los otros equipos que se clasificaron del mismo grupo a la fase Súper 8. Los cuatro mejores equipos de la ronda Súper 8 avanzaron a las semifinales, y los ganadores de las semifinales jugaron en la final.[cita requerida]
El formato utilizado en los Mundiales de 2011 y 2015 constaba de dos grupos de siete equipos, cada uno de los cuales jugaba en un formato de todos contra todos. Los cuatro primeros equipos de cada grupo pasaban a la fase eliminatoria, que consistía en cuartos de final, semifinales y, por último, la final.
En el Mundial de 2019, el número de equipos participantes se redujo a 10. Se programó que cada equipo jugara una vez contra el otro en un formato de round robin, antes de entrar en las semifinales, un formato similar al de la Copa Mundial de 1992. Los Mundiales de 2027 y 2031 tendrán 14 equipos.